# ライヴ・アット・ニューポートII
ライヴ・アット・ニューポートII (Live at Newport II) は、秋吉敏子＝ルー・タバキンビッグバンドのアルバムである。

## 収録曲
全て穐吉敏子の編曲。
1. マーチ・オブ・ザ・タッドポールズ (March of the Tadpoles)  - 7分6秒
2. ウォーニング (Warning: Success May Be Hazardous to Your Health) - 6分33秒
3. ロード・タイム・シャッフル (Road Time Shuffle)  - 6分33秒
4. ミナマタ (Minamata)  - 19分53秒
  1. 平和な村 (Peaceful Village)
  2. 繁栄とその結果 (Prosperity & Consequence)
  3. 終章 (Epilogue)

## 演奏メンバー
- スティーヴン・ハフステッター (Steven Huffsteter)  - トランペット
- ボビー・シュー (Bobby Shew)  - トランペット
- マイク・プライス (Mike Price)  - トランペット
- リチャード・クーパー (Richard Cooper)  - トランペット
- ビル・ライケンバック (Bill Reichenbach)  - トロンボーン
- チャーリー・ローパー (Charlie Loper)  - トロンボーン
- リック・カルヴァー (Rick Culver)  - トロンボーン
- フィル・ティール (Phil Teele)  - バストロンボーン
- ゲイリー・フォスター (Gary Foster)  - アルトサックス
- ディック・スペンサー (Dick Spencer)  - アルトサックス
- ルー・タバキン (Lew Tabackin)  - テナーサックス、フルート
- ゲイリー・ハービッグ (Gary Herbig)  - テナーサックス
- ビヴァリー・ダーク (Beverly Darke)  - バリトンサックス
- ピーター・ドナルド (Peter Donald)  - ドラム
- ドン・ボールドウィン (Don Baldwin)  - ベース
- 穐吉敏子 - ピアノ